# 마쓰다이라 야스나가

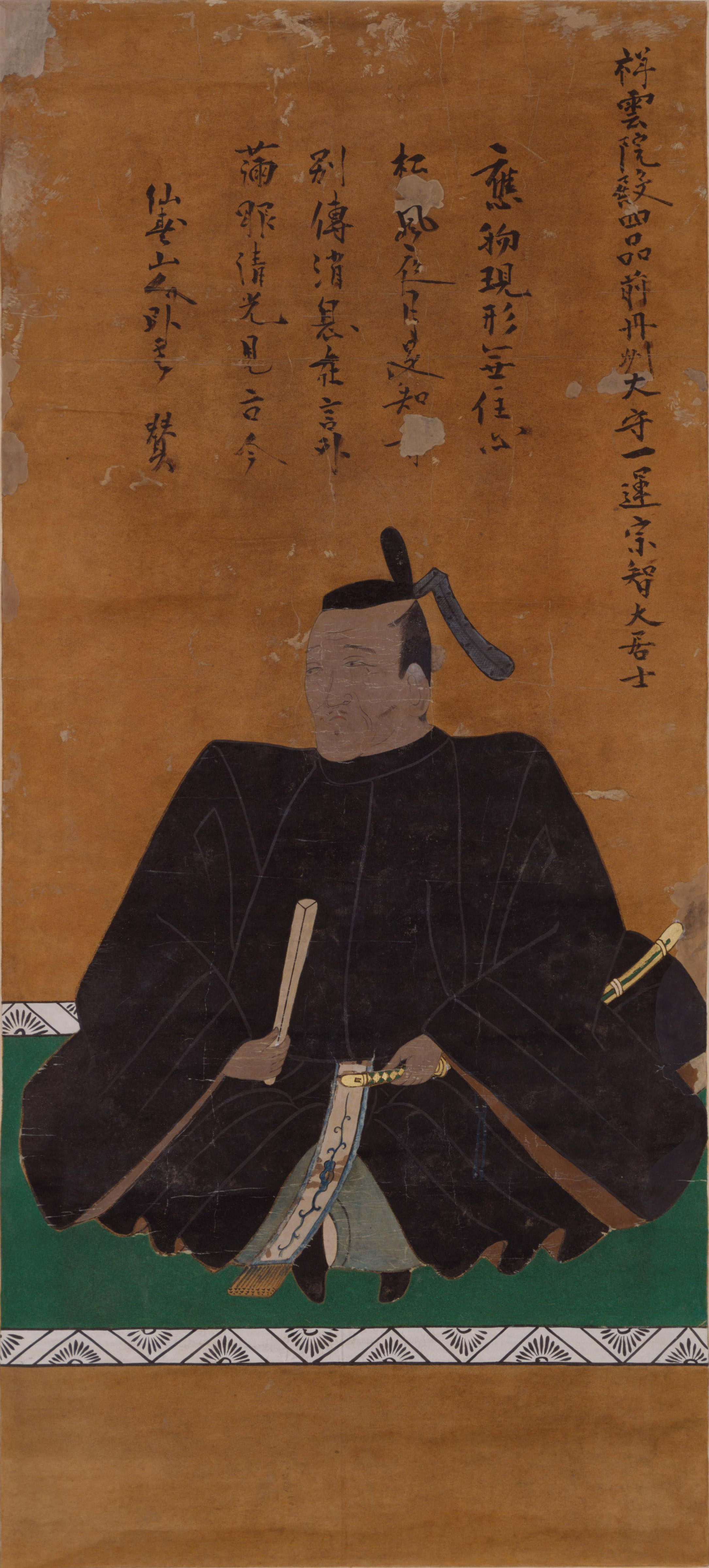
도다 야스나가

마쓰다이라 야스나가(일본어: 松平 康長, 1562년 ~ 1633년 1월 21일)는 센고쿠 시대부터 에도 시대 전기까지의 무장, 다이묘이다. 도쿠가와씨의 가신. 도다 종가 제16대 당주이자 도다 마쓰다이라가 시조이다. 후에 도쿠가와 이에야스의 동복(이부, 異父)동생 마쓰히메와의 혼인으로 인해 마쓰다이라 성씨를 하사받아 도다 씨에서 마쓰다이라 씨로 성을 바꾸게 된다.
정실은 히사마쓰 도시카쓰(久松俊勝)의 딸·마쓰히메(松姫)이다.
|  | 히가시카타 성 성주 (도다 마쓰다이라 가) 1590년 ~ 1601년 | 후임 폐성 |

| 전임 혼다 야스시게 | 시로이 성 성주 (도다 마쓰다이라 가) 1601년 ~ 1602년 | 후임 이이 나오타카 |

| 전임 오가사와라 히데마사 | 고가 번 번주 (도다 마쓰다이라 가) 1602년 ~ 1612년 | 후임 오가사와라 노부유키 |

| 전임 폐번(오가사와라 요시쓰구) | 가사마번 번주 (도다 마쓰다이라 가) 1612년 ~ 1616년 | 후임 나가이 나오카쓰 |

| 전임 사카이 이에쓰구 | 다카사키번 번주 (도다 마쓰다이라 가) 1616년 ~ 1617년 | 후임 마쓰다이라 노부요시 |

| 전임 오가사와라 다다자네 | 제1대 마쓰모토 번 번주 (도다 마쓰다이라 가) 1617년 ~ 1633년 | 후임 마쓰다이라 야스나오 |